# Jermaine Hue
Jermaine Christopher Hue (Morant Bay, 15 giugno 1978) è un ex calciatore giamaicano, di ruolo centrocampista.

## Caratteristiche tecniche
Era un trequartista.

## Carriera

### Club
Ha cominciato a giocare nel Port Morand All Stars. Nel 1996 è stato acquistato dall'Harbour View. Nel 2004 si è trasferito al W Connection. Nel 2005 si è trasferito al K.C. Wizards. Nel 2006 ha firmato un contratto con il Mjällby. Nel 2007 è tornato all'Harbour View, con cui ha concluso la propria carriera nel 2013.

### Nazionale
Ha debuttato in Nazionale il 14 maggio 2000, nell'amichevole Giamaica-Panama (0-1), subentrando a Kevin Lamey all'inizio della ripresa. Ha messo a segno la sua prima rete con la maglia della Nazionale il 27 agosto 2000, nell'amichevole Isole Cayman-Giamaica (0-6), siglando la rete del momentaneo 0-1 al 2º minuto di gioco. Ha partecipato, con la Nazionale, alla CONCACAF Gold Cup 2005. Ha collezionato in totale, con la maglia della Nazionale, 42 presenze e 12 reti.

## Palmarès

### Club

#### Competizioni nazionali
- Campionato giamaicano di calcio: 5

Harbour View: 1999-2000, 2000-2001, 2006-2007, 2009-2010, 2012-2013
- Coppa della Giamaica: 3

Harbour View: 1997-1998, 2000-2001, 2001-2002